# Constantin François Volney

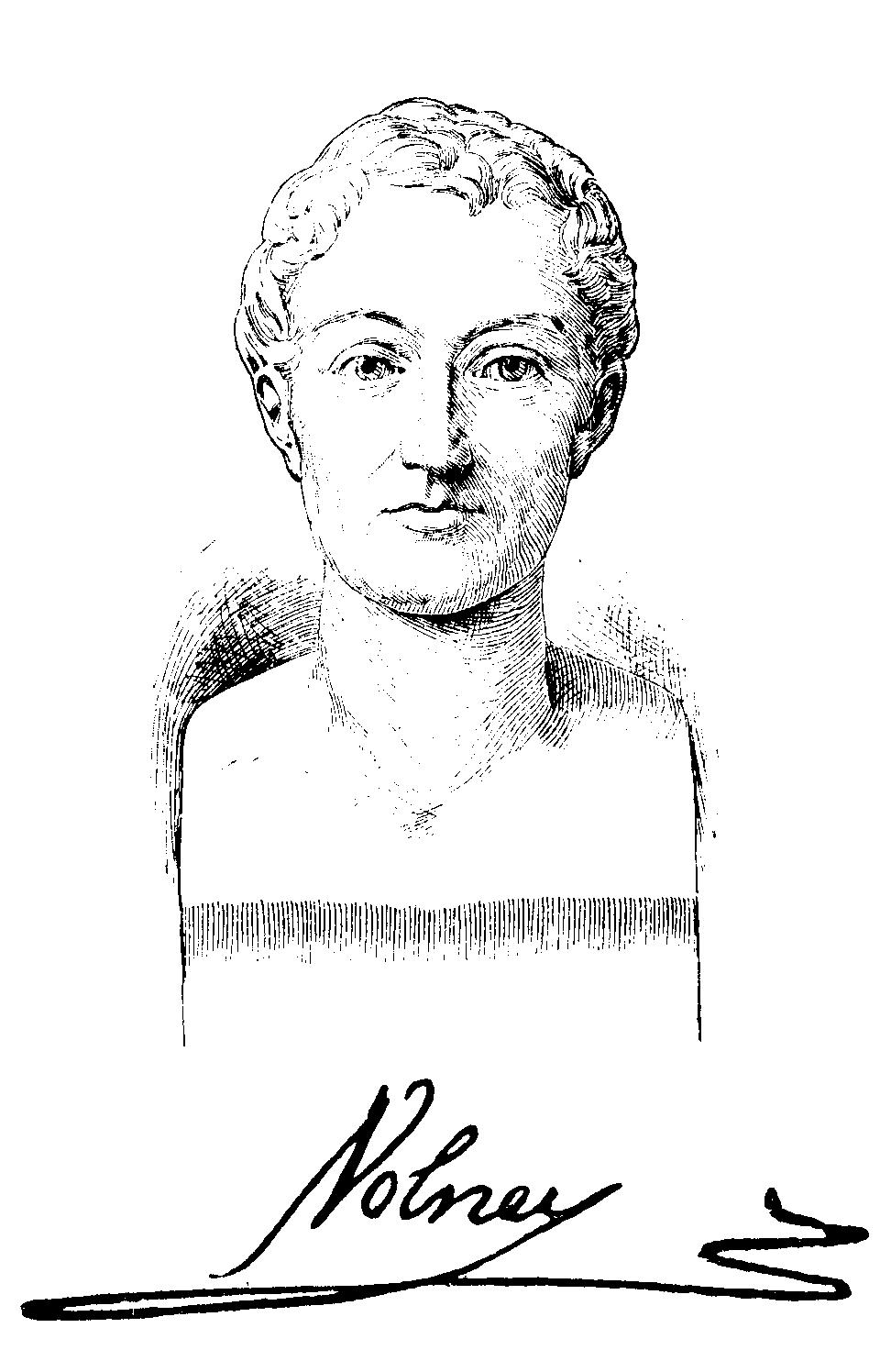
Constantin François Volney

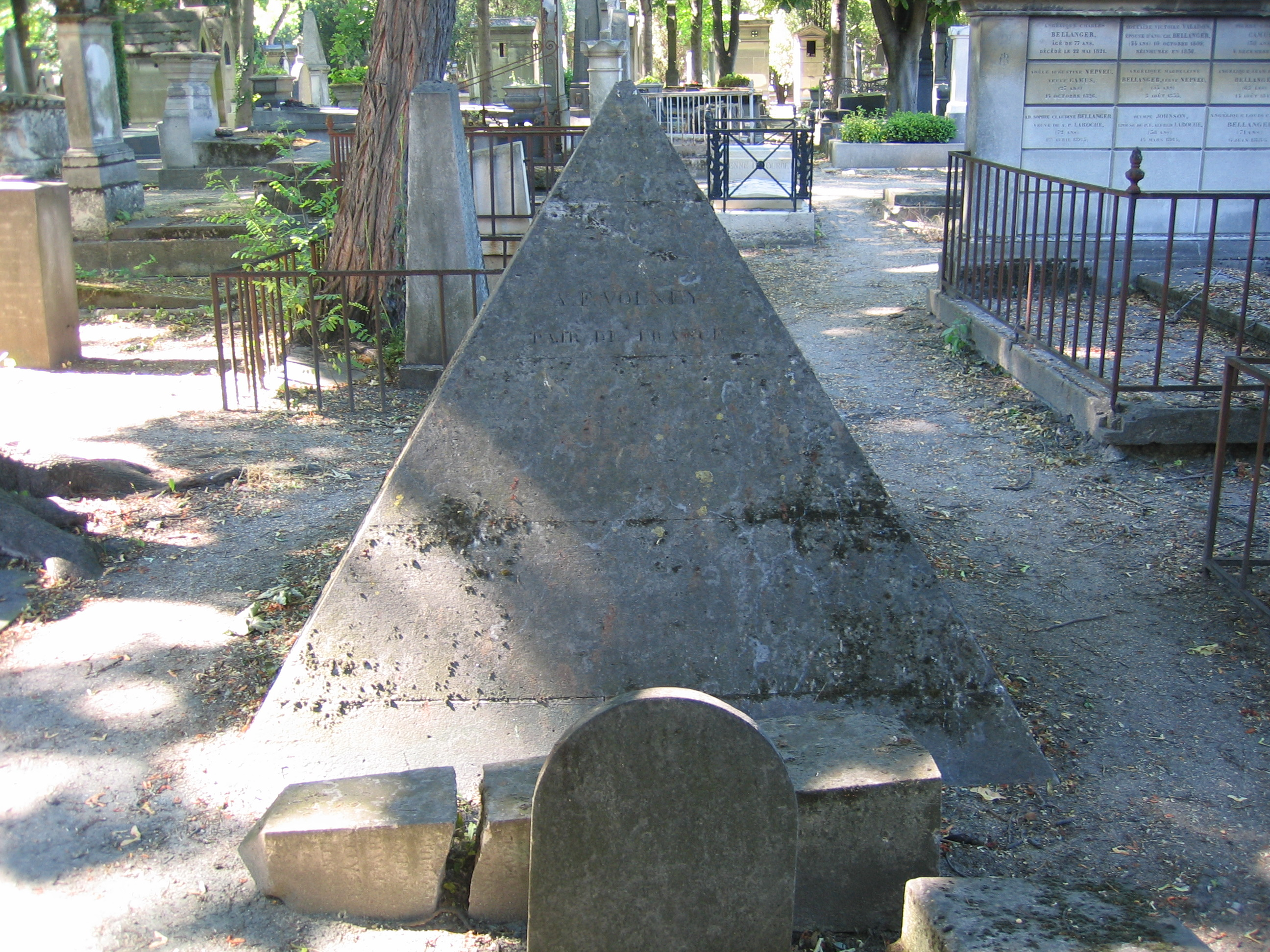
Das Grab Volneys auf dem Père-Lachaise-Friedhof in Paris

Constantin François Chasseboeuf Boisgirais, Comte de Volney (* 3. Februar 1757 in Craon, Anjou; † 25. April 1820 in Paris) war ein französischer Reisender, Orientalist und Geschichtsphilosoph. Sein Pseudonym Volney setzt sich aus der ersten Silbe von Voltaire und der zweiten Silbe von dessen Wohnort Ferney zusammen.

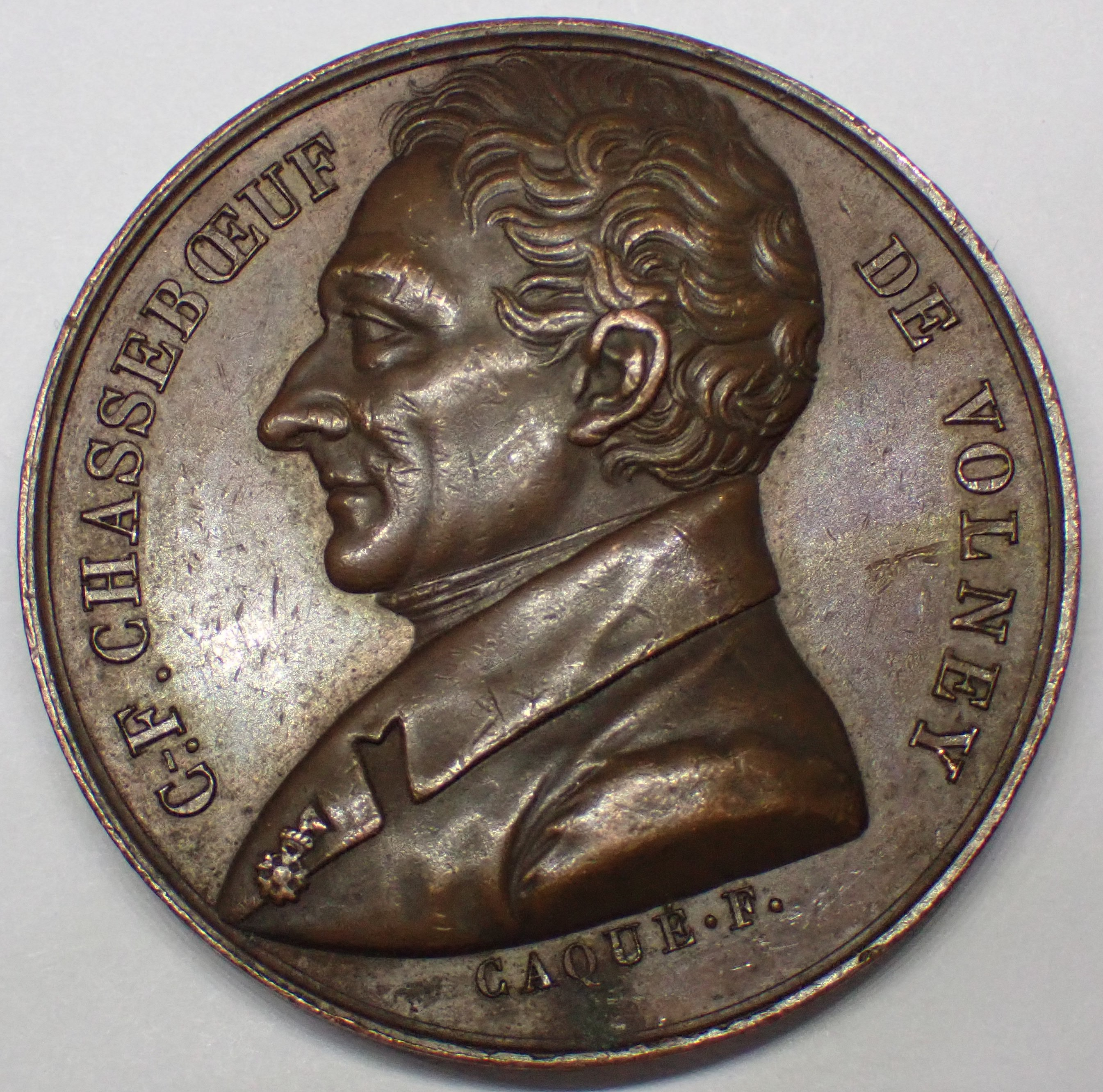
Französische Medaille auf de Volney aus dem Jahr 1822

## Leben
Der Abkömmling einer ländlichen Adelsfamilie studierte in Paris Medizin und Philosophie. Dort war er auch Gast in den Salons von Baron Holbach und Madame Helvétius, wo er die Bekanntschaft der Aufklärer Voltaire, Diderot, D’Alembert und Benjamin Franklin machte, mit letzterem blieb er auch schriftlich verbunden. 1782 unternahm er eine mehrjährige Reise in das Osmanische Reich, die ihn nach Syrien, Palästina und Ägypten führte. Die Resultate seiner kulturellen und gesellschaftspolitischen Erkundungen veröffentlichte er nach seiner Rückkehr und Niederschrift in Craon 1787 unter dem Titel Voyage en Égypte et en Syrie, pendant les années 1783, 1784 et 1785. In der französischen Revolution war er Mitglied der Nationalversammlung. Sein Hauptwerk erschien 1791 nach der Französischen Revolution: Die Ruinen, oder Betrachtungen über die Revolutionen der Reiche (Les ruines, meditations sur les revolutions des empires;)
Der Kernsatz fällt in der Vorrede: Ihr Ruinen legtet, indem ihr Fürstenstaub mit Sklavenstaub vermengtet, Zeugnis ab für den heiligen Lehrsatz der Gleichheit.
1803 stiftete er den Prix Volney für vergleichende Sprachwissenschaften, der seitdem vom Institut de France auf Vorschlag des Académie des Inscriptions et Belles-Lettres verliehen wird.

## Veröffentlichungen
- Mémoire sur la Chronologie d’Hérodote, 1781
- Voyage en Syrie et en Égypte, pendant les années 1783, 1784 & 1785, Paris 1785, 1787
  - Deutsche Übersetzung: C. F. Volney’s Reise nach Syrien und Aegypten: in den Jahren 1783, 1784, 1785; aus dem Französischen übers. Jena: Mauke 1788 (Theil 1, Theil 2 (BSB München))
- Considérations sur la guerre actuelle des Turcs, Londres 1788 (Digitalisat (BSB München))
  - Deutsche Übersetzungen:
    - Über den gegenwärtigen Türkenkrieg, Druck und Verlag Friedrich Gotthold Jacobäer, Leipzig 1788
    - Bemerkungen über den jetzigen Türkenkrieg. Amsterdam [in Wirklichkeit Wien: von Trattner] 1788 (Digitalisat (BSB München))
- Des Conditions nécessaires à la légalité des États Généraux, Paris 1788
- Lettre de M. C.-F. de Volney à M. le comte de S...t., Paris 1788
- Chronologie des douze siècles antérieurs au passage de Xercès en Grèc, 1790
- Les Ruines, ou Méditations sur les révolutions des empires; Par M.Volney, Député à l’Assemblée Nationale de 1789, Genève 1791 (s:fr:Volney), (Digitalisat BSB München)
  - 5. Auflage 1817, erweitert um den Anhang La loi naturelle (Digitalisat BSB München)
  - Les ruines ou Méditation sur les révolutions des Empires. Précédé d’une notice par le comte Daru, Neuausgabe Paris 1826
- La loi naturelle ou Catéchisme du Citoyen français, Grenoble 1793
- Précis de l’état actuel de la Corse, 1793
- Simplification des langues orientales, ou méthode nouvelle et facile. D’apprendre les langues arabe, persane et turque, avec des caractères européens, Paris 1795, in 8°
- Letter to Priestley, 1795
- Leçons d’histoire prononcées à l’École normale, en l’an III de la République française, Paris 1799
- Tableau du climat et du sol des États-Unis|États-Unis d’Amérique Suivi d’éclaircissements sur la Floride, sur la colonie Française au Scioto, sur quelques colonies Canadiennes et sur les Sauvages, Paris 1803
- Rapport fait à l’Académie Celtique sur l’ouvrage russe de M. le professeur Pallas. « Vocabulaires comparés des langues de toute la terre », Paris 1805
- Recherches nouvelles sur l’histoire ancienne, Paris 1808
- Supplément à l’Hérodote de M. Larcher, Paris 1808
- Chronologie de Hérodote, conforme à son texte, en réfutation des hypothèses de ses traducteurs et de ses commentateurs, Paris 1809, Bossange 1821
- Questions de statistique à l’usage des Voyageurs, Paris 1813
- Histoire de Samuel, inventeur du sacre des rois; fragment d’un voyageur américain, Paris 1819, Bossange 1820, 1822
- L’alfabet européen appliqué aux langues asiatiques. Simplification des langues orientales. L’hébreu simplifié par le méthode alfabétique, Paris 1819, 1826
- Discours sur l’étude philosophique des langues, lu à l’Académie des sciences, Paris 1820
- L’Hebreu simplifié, contenant un premier essai de la grammaire, et un plan du Dictionnaire, écrit sans lettres hébraïques, et cependant conforme à l’hébreu, avec des vues nouvelles sur l’enseignement des langues orientales, Paris 1820
- Lettres de M. de Volney à M. le baron de Grimm, suivi de la réponse de ce dernier, Paris 1823

Deutsche Übersetzungen
- Die Ruinen oder Betrachtungen über die Revolutionen der Reiche und das Natürliche Gesetz. Übers. Dorothea Forkel, Georg Forster. Vieweg, Berlin 1792 (Volltext in der Google-Buchsuche); neu hg. von Günther Mensching, Syndikat, Frankfurt 1977 ISBN 3-8108-0033-3
- Zweite mit einem Anhange vermehrte Auflage (Katechismus des französischen Bürgers – Das natürliche Gesetz) Leipzig, zur Messe 1795 (Digitalisat BSB München)
- 7. vermehrte Auflage, mit einem Vorwort über das Leben des Verfassers vom Grafen Daru. Braunschweig: Vieweg, 1829 (Digitalisat); 8. Auflage, 1834 (Digitalisat); 10. Auflage, 1850 (Digitalisat BSB München)
- Die Ruinen oder Betrachtungen über die Umwälzungen der Reiche, und das natürliche Gesetz, übersetzt von Alfred Kühn, Leipzig 1842 (Digitalisat BSB München)
- Volney’s Ruinen oder Betrachtungen über die Umwälzungen der Reiche, 2. Auflage Philadelphia 1851 Digitalisat Hathitrust
- Die Ruinen: Betrachtungen über den Auf- und Niedergang der Reiche. Übers. August W. Peters, Bremen 1871 (Digitalisat BSB München)

### Sammel- und Gesamtausgaben
- Œuvres complètes de Volney, (mit einer Einleitung Notice sur la vie et les écrits de G.-F. Volney, von Adolphe Bossange), 8 Bände in-8°, Paris: Bossange Frères, 1821 (Bd. 1, Bd. 2, Bd. 3, Bd. 4, Bd. 5, Bd. 6, Bd. 7, Bd. 8 Münchener Digitalisierungszentrum)
  - Œuvres de C. F. Volney. 2. vollständige Ausgabe, Paris 1825–1826 (Bd. 1, Bd. 2, Bd. 3, Bd. 4, Bd. 5, Bd. 6, Bd. 7, Bd. 8 Münchener Digitalisierungszentrum)
  - Neuausgabe, Paris: Didot, 1837, in einem Band (Digitalisat BSB München)
- Œuvres choisies, précédées d’une Notice sur la vie de l’auteur (par Adolphe Bossange). Les ruines. – La loi naturelle. – L’histoire de Samuel, Paris 1821, Nouvelle édition, Lebigre Frères, 1836.
- Œuvres complètes. Précédées d’une Notice sur la Vie et les Écrits de l’Auteur, Firmin-Didot 1954